# لوکوروتوندو
لوکوروتوندو (به ایتالیایی: Locorotondo) یک کومونه در ایتالیا است که در استان باری واقع شده‌است.

## خصوصیات
لوکوروتوندو ۴۷ کیلومترمربع مساحت و ۱۴٬۱۰۸ نفر جمعیت دارد و ۴۱۰ متر بالاتر از سطح دریا واقع شده‌است.

## خواهرخوانده
شهرهای مون‌پلیه و چبنیکا خواهرخوانده‌های لوکوروتوندو هستند.